# Стрибунцеві
Стрибунцеві, або «слонові землерийки» (Macroscelididae) — родина стрибаючих африканських ссавців. Родина належить до монотипового ряду Macroscelidea з надряду Афротерії (Afrotheria). Родина і ряд містить 20 сучасних видів у 6 родах.
Еволюція цих унікальних тварин досі не відома. Macroscelididae відносили до різних рядів: комахоїдних, тупаєподібних, зайцеподібних і навіть до далеких родичів копитних. За новішими молекулярними дослідженнями їх віднесли до надряду Афротерії (Afrotheria).

## Зовнішній вигляд
До родини відносяться тварини малих і середніх розмірів. Довжина тіла коливається від 10-12 до 30-31,5 см, хвоста 8-26,5 см, маса — 40-540 г. Волосяний покрив довгий, густий і м'який; забарвлення однотонне, від піщаного до буро-чорного, бувають плямисті особини. Голова забезпечена витягнутим рухомим хоботком. Над його основою ростуть пучки довгих волосинок. Чутливий хоботок використовується при пошуках їжі. Очі великі, що нехарактерно для комахоїдних. Вушні раковини середньої величини, трохи опущені. Сосків 2-3 пари. Хвіст довгий (80-120 % довжини тіла), тонкий, голий, без китиці на кінці; знизу нього, у обох статей, знаходиться залоза, що виприскує пахучий секрет, за допомогою якого тварини мітять територію. Задні ноги значно довше передніх.

## Анатомічні особливості
Зубів — 36-42 (у більшості видів 40). Череп масивний, з добре розвиненими скуластими дугами і обширною мозковою коробкою. Головний мозок великий, через це у слонових землерийок дуже гарно розвинулися органи чуття, також величина мозку вплинула на поведінку тварини. Хребців: шийних 7, грудних 13, поперекових 7-8, крижових 3, хвостових 25-28. На відміну від комахоїдних, у слонових землерийок є сліпа кишка.

## Спосіб життя і живлення
Поширені в Африці, на південь від Сахари і на о. Занзібар. Вид Elephantulus rozeti відособлено водиться в Марокко і Алжирі. Не зустрічаються в Західній Африці. Населяють практично будь-які ландшафти — від пустелі Наміб, до тропічних лісів. Землерийки видів Elephantulus і Macroscelides віддають перевагу саванам і пустинним ландшафтам, тоді як місце проживання видів Rhynchoycon і Petrodromus обмежено переважно лісистими місцевостями.
Стрибунці — виключно наземні тварини. Вони вкрай рухливі. У спокійному стані пересуваються на чотирьох лапах; при небезпеці, подібно до тушканчиків або кенгуру, переходять на біг з «рикошетом» — стрибки вперед і з одного боку в інший на задніх лапах, з витягнутим назад (для балансу) хвостом. Активність в основному денна, або вечірня, але в спекотну пору року активність стає нічною. Денну спеку тваринки перечікують в укриттях: під каменями або корінням чагарників, в порожніх норах гризунів або у власних неглибоких норах. Rhynchocyon будують наземні гнізда з листя. Тримаються стрибунці поодинці або моногамними парами, які агресивно захищають свою кормову територію (самці від самців, самки від самок). Виняток становлять деякі види довговухих стрибунців, які живуть невеликими колоніями. Зазвичай слонові землерийки мовчазні, але багато видів при сильному стресі стукають по землі хвостом або лапами.
Харчуються переважно комахами. Дрібні види зазвичай поїдають мурашок і термітів, великі — жуків, павуків і прямокрилих, а також дрібних ссавців, яйця та іншу тваринну їжу. Деякі види при нагоді їдять рослину їжу, насіння і ягоди рослин. Стрибунці багатьох видів практично не п'ють води.
Розмножуються від 1 до 4-5 разів на рік, як правило, незалежно від сезону. Самка народжує 1-2 дитинчат, вони зрячі і вже через декілька годин після народження здатні бігати. При небезпеці дитинча причіплюється до соска матері, і вона переносить його в безпечне місце. Вигодовування молоком продовжується всього 2 тижні. У віці 2-3 місяців молоді стрибунці стають статевозрілими. Добре живуть в неволі, доживаючи до 3-4 років, хоча в природі термін їх життя рідко перевищує 1-1,5 року.

## Інше
У крові деяких стрибунців були виявлені плазмодії малярії — хвороба приматів (включаючи людину), що ріднить цих тварин з тупайями і нижчими приматами.

## Систематика
- Родина Стрибунцеві (Macroscelididae)
  - Підродина Rhynchocyoninae:
    - Рід Petrodromus
      - Лісовий стрибунець (Petrodromus tetradactylus)

    - Рід Хоботна собачка (Rhynchocyon)
      - Rhynchocyon chrysopygus
      - Rhynchocyon cirnei
      - Rhynchocyon petersi
      - Хоботна собачка сіро-личка (Rhynchocyon udzungwensis)

  - Підродина Macroscelidinae:
    - Рід Довговухий стрибунець (Elephantulus)
      - Elephantulus brachyrhynchus
      - Elephantulus edwardii
      - Elephantulus fuscipes
      - Elephantulus fuscus
      - Elephantulus intufi
      - Elephantulus myurus
      - Elephantulus revoili
      - Elephantulus rozeti
      - Elephantulus rufescens
      - Elephantulus rupestris

    - Рід Macroscelides
      - Macroscelides flavicaudatus
      - Macroscelides micus
      - Коротковухий стрибунець (Macroscelides proboscideus)